# The Karnival Kid
The Karnival Kid ist ein Schwarzweiß-Trickfilm aus dem Jahr 1929. Er wurde unter der Leitung von Walt Disney und Ub Iwerks von den Walt Disney Animation Studios produziert. Die Hauptrolle in diesem Kurzfilm übernimmt die berühmte Trickfilmfigur Micky Maus, gemeinsam mit Minnie Maus. The Karnival Kid war der erste Walt-Disney-Trickfilm, in dem Micky singen und sprechen konnte.

## Handlung
Micky versucht sich auf einer Kirmes als Hotdog-Verkäufer. Er hat seine Hotdogs so dressiert, dass sie sich auch wirklich wie kleine Hunde aufführen. Doch direkt neben Micky hat ein zwielichtiger Tanzbühnenbetreiber sein Geschäft aufgemacht und stört Mickys „Hotdogs!“-Rufe mit bräsigem Gesang. Kat Nipp will das Publikum zu einem Hoochie-Coochie-Tanz locken, den Minnie laut Ankündigung später aufführen wird. Als Micky zurücklärmt und Kat die Zunge rausstreckt, will dieser die Maus verprügeln, fällt aber von der Bühne und wird von Micky überrannt. Weil Kat bei seinem Sturz gegen den Hotdog-Grillstand geprallt und dieser weggerollt ist, muss Micky ihn unter einem Karussell hervorholen, das die Melodie zu My Bonnie spielt. Micky wird schließlich zum Wohnwagen von Minnie gerufen und bietet ihr einen Hotdog an. Doch als Minnie herzhaft zubeißen will, hüpft die Wurst vom Brötchen und läuft davon. Micky rennt der Wurst nach, holt sie ein und versohlt ihr den Hintern. Am nächsten Abend erscheint Micky zu nächtlicher Stunde mit einer Gitarre unter dem Fenster von Minnies Wohnwagen, um ihr ein Ständchen zu bringen. Begleitet wird er von zwei Katern, die zum Gitarrenspiel das Lied Sweet Adeline vortragen sollen. Die zwei scheinen sich allerdings nicht ganz grün zu sein und streiten miteinander. Trotzdem singen sie dabei gekonnt weiter. Das geht so lange gut, bis Kat Nipp aufwacht und die drei „Musikanten“ mit allerlei Geschirr bewirft. Schließlich wird Micky von einem Bettgestell am Kopf getroffen und zählt Sternchen. Der Film endet hier.

## Produktion und Hintergründe
The Karnival Kid wurde am 30. Juni 1929 uraufgeführt und veröffentlicht und am 1. September desselben Jahres urheberrechtlich geschützt. Die Produktionskosten für den Film beliefen sich auf etwa 5357 US-Dollar.
The Karnival Kid ist in vielerlei Hinsicht ein Meilenstein der Trickfilmgeschichte: es handelt sich um den ersten Disney-Trickfilm, in dem Micky Maus eine eigene Stimme hat und erste, klar verständliche Worte („Hotdogs! Hotdogs!“) spricht. Zwar hatte Micky schon in vorherigen Trickfilmen Töne von sich geben können, doch waren diese auf melodisches Liederpfeifen und wortlose Schreie beschränkt (so zum Beispiel in Steamboat Willie). Gesprochen wurde Micky von Carl William Stalling. Walt Disney war besorgt, dass sein Film wegen der Synchronisation ein Misserfolg werden könnte, doch The Karnival Kid kam beim Publikum sehr gut an.
Auch die Art und Weise, wie Mickys Charakter dargestellt wird, ist bemerkenswert: Während sich Micky heute überwiegend charmant und zuvorkommend verhält, so war er in den ersten Trickfilmen aufmüpfig und respektlos. In Steamboat Willie beispielsweise streckt er seinem Kapitän und Chef, Kater Karlo, die Zunge raus und missbraucht Farmtiere als „Musikinstrumente“. In The Karnival Kid provoziert er den Betreiber eines benachbarten Tanzbühnenstands. Eine weitere Besonderheit sind zwei Nebenfiguren aus der Disney-Welt, die in The Karnival Kid einen Cameo-Auftritt haben, eine davon zum dritten und letzten Mal. Die erste Figur ist Klarabella Kuh, die dank wachsender Publikumsbeliebtheit zum festen Nebencharakter des Micky-Maus-Universums wurde. Die zweite Figur ist Kat Nipp, der Tanzbühnenbetreiber. Kat Nipp war der Öffentlichkeit in dem Micky-Maus-Trickfilm The Opry House (1929) vorgestellt worden und erschien nach When the Cat’s Away und The Karnival Kid nie wieder in Disney-Trickfilmen.